# هولتس‌ویل (نیویورک)
هولتس‌ویل (به انگلیسی: Holtsville) یک منطقهٔ مسکونی در ایالات متحده آمریکا است که در شهرستان سافک، نیویورک واقع شده‌است. هولتس‌ویل ۱۸٫۴ کیلومتر مربع مساحت و ۱۹٬۷۱۴ نفر جمعیت دارد و ۳۲ متر بالاتر از سطح دریا واقع شده‌است.